# Coëfficiënt
Een coëfficiënt is een als constant beschouwde grootheid, zoals een parameter, een factor of een kengetal, die voorkomt als vermenigvuldiger in een product met een variabele. Toepassingen ervan vindt men in bijvoorbeeld de biologie en de economie. Coëfficiënt betekent letterlijk "mede-uitwerker", naar het Latijnse efficere, uitwerken. Viète introduceerde de term in 1592.

## Wiskunde
In de wiskunde is een coëfficiënt een vermenigvuldigingsfactor van een zeker object. Dat kan zowel een variabele, een vector, een functie, een differentiaalquotiënt of iets anders zijn. De waarde van de coëfficiënt kan onafhankelijk zijn van het object (dan heet het een constante coëfficiënt), maar dat hoeft niet, bijvoorbeeld bij differentiaalvergelijkingen. In sommige gevallen zijn de objecten en bijbehorende coëfficiënten geïndexeerd, wat tot expressies leidt, zoals 
{\displaystyle a_{1}x_{1}+a_{2}x_{2}+a_{3}x_{3}+\ldots }
waar {\displaystyle a_{n}} een coëfficiënt is van de variabele {\displaystyle x_{n}} voor alle {\displaystyle n=1,2,3,\ldots }
In de rekenkunde en de algebra worden de twee operanda van een vermenigvuldiging, factoren genoemd. Wegens de commutativiteit van de vermenigvuldiging (de volgorde der factoren beïnvloedt het product niet) spelen de twee factoren a priori dezelfde rol. Toch maakt men vaak het onderscheid tussen enerzijds een factor die in de gegeven context als veranderlijk wordt beschouwd, en een andere die min of meer constant blijft. De constante factor wordt dan de coëfficiënt van de veranderlijke genoemd. 
Niet altijd overigens is een vermenigvuldiging commutatief. Zo kunnen we wel spreken over "3 mensen", wat inhoudt: 3 keer een mens, maar niet over "mensen 3". Deze constructie komt ook in de exacte wetenschappen veelvuldig voor. Daarbij wordt een scalair product {\displaystyle a\cdot x} gevormd van elementen van verschillende categorieën.  Het symbool {\displaystyle a} kan bijvoorbeeld een geheel getal zijn en {\displaystyle x} een continue functie. Men noemt {\displaystyle a} de coëfficiënt van {\displaystyle x}.

### Polynomen
In de polynoom
{\displaystyle 3x^{2}+16x-a}
worden de getallen 3, 16 en {\displaystyle -a}, die voor de machten van de variabele {\displaystyle x} staan, de coëfficiënten van de polynoom genoemd.

## Natuurkunde
In de natuurkunde is een coëfficiënt meestal een verhoudingsgetal, dat een eigenschap van bepaalde materialen en bepaalde lichamen beschrijft. 

### Voorbeelden
- Wrijvingscoëfficiënt
- Warmtegeleidingscoëfficiënt
- Temperatuurcoëfficiënt
- Uitzettingscoëfficiënt
- Dwarscontractiecoëfficiënt
- Weerstandscoëfficiënt

## Scheikunde
In de stoichiometrie geeft de stoichiometrische coëfficiënt in een reactievergelijking aan, hoeveel deeltjes of mol van de stoffen met elkaar reageren. Als de coëfficiënt 1 is wordt hij weggelaten.